# Curso Alto Del Río Aragón
Curso Alto Del Río Aragón este o arie protejată (arie specială de conservare — SAC, sit de importanță comunitară — SCI) din Spania întinsă pe o suprafață de 145,98 ha, integral pe uscat.

## Localizare
Centrul sitului Curso Alto Del Río Aragón este situat la coordonatele 42°39′52″N 0°32′31″W / 42.6645°N 0.542025°V.

## Înființare
Situl Curso Alto Del Río Aragón a fost declarat sit de importanță comunitară în mai 2000.

## Biodiversitate
Situată în ecoregiunea alpină, aria protejată conține 4 habitate naturale: Râuri de munte și vegetația lor lemnoasă cu Salix elaeagnos, Fânețe de joasă altitudine (Alopecurus pratensis, Sanguisorba officinalis), Păduri iberice de Quercus faginea și Quercus canariensis, Păduri de Quercus ilex și Quercus rotundifolia.
La baza desemnării sitului se află mai multe specii protejate:
- mamifere (7): Galemys pyrenaicus, vidră de râu (Lutra lutra), liliac cu aripi lungi (Miniopterus schreibersii), liliac cărămiziu (Myotis emarginatus), liliacul mediteranean cu potcoavă (Rhinolophus euryale), liliacul mare cu potcoavă (Rhinolophus ferrumequinum), liliacul mic cu potcoavă (Rhinolophus hipposideros)
- nevertebrate (1): rădașcă (Lucanus cervus)

Pe lângă speciile protejate, pe teritoriul sitului au mai fost identificate 4 specii de plante, 19 specii de păsări, 4 specii de amfibieni, 4 specii de mamifere, 1 specie de nevertebrate, 1 specie de pești, 1 specie de reptile.